# Francesco Simoni
Francesco Simoni (Bologna, 1960) è un compositore di scacchi italiano.
Compone principalmente problemi diretti, eterodossi e problemi di aiutomatto, spesso con temi di duale evitato.
Nel 1992 ottiene il titolo di Giudice Internazionale FIDE per la composizione di scacchi, nelle sezioni Matti in 2 e Aiutomatti.
Nel 2010 ottiene il titolo di Maestro Internazionale FIDE per la composizione di scacchi.
Nel 2020 vince il 4° Campionato Assoluto di composizione scacchistica, organizzato dall'Associazione Problemistica Italiana.
Fino al 2023 è stato Delegato Italiano presso la Commissione Permanente della FIDE (PCCC) per la composizione scacchistica, ruolo attualmente ricoperto dal connazionale Marco Guida.